# Preț de transfer
Prețurile de transfer reprezintă valorile la care sunt efectuate tranzacțiile între companii la nivel intra-grup. Conform legislației de prețuri de transfer, principalul factor de decizie în procesul de stabilire a prețurilor îl reprezintă respectarea principiului valorii de piață. Mai exact, acest preț trebuie să corespundă prețului care ar fi fost achitat dacă produsele ar fi fost achiziționate de la o companie neafiliată grupului. Acest procent nu este de sine stătător, fiind diferit de la țară la țară.

## Metode de stabilire a prețurilor de transfer
Alegerea metodelor de determinare a prețurilor de transfer diferă de la o societate la alta, oportunitatea aplicării oricăreia dintre metode fiind influențată de caracteristicile tranzacțiilor analizate.
Astfel, selectarea unei anumite metode depinde de existența tranzacțiilor comparabile desfășurate între persoane independente precum și de alți factori de comparabilitate printre care se enumeră: 
- caracteristicile bunurilor sau serviciilor tranzacționate (e.x. caracteristicele fizice ale bunurilor, natura bunurilor - tangibile sau intangibile, etc.)
- funcțiile îndeplinite și riscurile asumate de părțile în tranzacție (ex. funcția de producție, marketing, distribuție, riscul de piață, riscul de inventar sau riscul de neîncasare a creanțelor, etc.)
- termenii contractuali ai tranzactiei respective (ex. termenii de plată, reducerile comerciale, garanțiile acordate etc.)
- circumstanțele economice (ex. condițiile pieței în care sunt tranzacționate bunurile respective etc.)
- strategiile de afaceri implementate (ex. scheme de penetrare a piețelor etc.).
Selectarea unei anumite metode depinde de completitudinea și acuratețea informațiilor disponibile. De asemenea, un alt factor foarte relevant îl reprezintă scopul utilizării metodei in cauză, fie că este necesar pentru planificarea fiscală, pentru documentație sau în vederea justificării valorii de piață a tranzacțiilor ce au fost efectuate. Cu toate acestea, pot exista situații în care este indicată utilizarea mai multor metode pentru a determina sau testa valoarea de piață a prețurilor de transfer practicate.
În plus, în momentul în care este stabilită metoda de prețuri de transfer, contribuabilii care desfășoară tranzacții cu persoane afiliate nu trebuie să omită prevederile legislației referitoare la ierarhizarea metodelor, precum și indicațiile specifice referitoare la aplicabilitatea metodelor.
Metodele de stabilire a prețurilor de transfer  sunt următoarele:

### Metoda comparării prețurilor
Metoda comparării prețurilor este utilizată pentru a confrunta prețurile stabilite pentru transferul bunurilor sau serviciilor. Astfel, prețul aferent unei tranzacții între persoane afiliate este comparat cu prețul aferent unei tranzacții între terți. Această metodă poate fi folosită în special în cazurile în care bunurile sau serviciile care fac obiectul tranzacțiilor în cadrul unui grup multinațional sunt de asemenea obiectul tranzacțiilor între persoane independente.

### Metoda cost plus
Pentru determinarea prețului pieței, metoda cost plus pornește de la costul înregistrat de producătorul bunurilor sau prestatorul serviciului într-o tranzacție controlată, la care se adaugă o marjă de profit corespunzatoare domeniului de activitate a contribuabilului. Dacă marja de profit este la valoare de piața, prețul de transfer va fi de asemenea la valoarea de piața.

### Metoda prețului de revânzare
Metoda prețului de revânzare este utilizată pentru a stabili prețurile de transfer pornind de la prețul la care un produs care a fost achiziționat de la o persoană afiliată este revândut unui terț. Acest preț, prețul de revânzare, este ulterior redus cu o marjă brută corespunzătoare care să-i permită societății obținerea unui profit ce reflectă funcțiile îndeplinite de societate, riscurile asumate și condițiile pieței. Ceea ce rămâne după scăderea marjei de profit poate fi privit ca un preț de piață pentru transferul inițial de bunuri intre cele doua parți afiliate.

### Metoda marjei nete
Metoda marjei nete se bazează pe teoria conform căreia marjele nete de profit obținute de societăți care desfășoară activități similare pe aceeași piață și în cadrul aceleiași industrii tind să se egalizeze după o anumită perioadă de timp.

### Metoda împărțirii profitului
Metoda împărțirii profitului pornește de la identificarea profitului agregat obținut de persoanele afiliate în urma tranzacțiilor desfășurate. În continuare, acest profit este împărțit între persoanele afiliate pe baza unor principii economice care să aproximeze modul în care profitul ar fi fost repartizat celor doua părți în cadrul unei tranzacții realizate cu respectarea principiului valorii de piață. Astfel, profitul alocat fiecărei entități trebuie să reflecte funcțiile îndeplinite, riscurile asumate și activele folosite de fiecare dintre parți și este determinat prin raportarea la condițiile pieței similar cu modul în care societățile terțe ar împărți acest profit.